# قصه‌های بابا سمور
قصه‌های بابا سمور (به فرانسوی: Les histoires du Père Castor) یک مجموعه پویانمایی فرانسوی و کانادایی است که بر پایه یک مجموعه داستانی کودکانه نوشتهٔ Père Castor ساخته شده است. مجموعه انیمیشنی تلویزیونیِ آن با همکاری ۶ شرکت در ۴ فصل و مجموعاً ۱۵۶ قسمت تهیه و تولید شده است. زمان هر داستان به طور متوسط ۶ دقیقه است و در بعضی قسمت‌ها دو یا چند داستان بازگو می‌شود.
بابا سمور برای تربیت فرزندانش روش قصه‌گویی را پیش گرفته و آنها را در کانون گرم خانواده‌اش به خود نزدیک می‌کند. بچه سمورها به دور او نشسته و با علاقه داستان‌های او را دنبال می‌کنند و بعد از هر داستان نتیجهٔ اخلاقی که از داستان گرفتند را باهم درمیان می‌گذارند. داستان‌هایی که بابا سمور برای دختر و دو پسرش تعریف می‌کند باهم بسیار متفاوتند؛ بعضی افسانه گونه‌اند و برخی کاملاً خیالی هستند. شخصیت‌های داستان‌هایش نیز گاهی انسانند، گاه حیوان و گاهی حتی یک خرس عروسکی! اما در تمام این داستان‌ها رازهایی نهفته است که ما را به سمت دوستی، محبت، و رعایت کردن اصول اخلاقی در تقابل با دیگران می‌کشاند .

## پخش بین‌المللی
- در ایالات متحده توسط نیک جی‌آر در فاصله سال‌های ۱۹۹۴ تا ۱۹۹۷
- در ایرلند توسط RTÉ2
- در اسرائیل توسط تلویزیون آموزشی اسرائیل
- در فنلاند توسط Yle